# 40248 Yukikajiura
40248 Yukikajiura este o planetă minoră (asteroid), cu un diametru de 6,448 km, din centura de asteroizi. A fost descoperită pe 12 decembrie 1998 la Goodricke-Pigott Observatory⁠(d) de Roy A. Tucker⁠(d) și a fost numită după Yuki Kajiura⁠(d). 
Obiectul prezintă o orbită caracterizată de o semiaxă mare de 2,6403555344532 UAi, o excentricitate de 0,21, o înclinație de 14 ° în raport cu ecliptica.